# Fontaine, Isère
Fontaine là một xã thuộc tỉnh Isère, vùng Rhône-Alpes đông nam nước Pháp. Xã này nằm ở khu vực có độ cao từ 202-210 mét trên mực nước biển.
Đây là ngoại ô lớn thứ ba của thành phố Grenoble, thành phố nằm về phía tây. Theo điều tra dân số của INSEE năm 1999 có dân số 23.323 người, diện tích 6,74 km².